# Оазис
Оазисът е район в пустинята или полупустинята с интензивно земеделие, развиващо се на базата на напоявани земи и участъци с дървесна, а също храстова и тревиста растителност. Съществуването на оазисите е обусловено от много по-обилното овлажняване в сравнение със съседните райони. Естественото овлажняване обикновено е свързано с високото ниво на подпочвените води, наличието на извори с прясна вода, периодично наводняване, разливане на реки и др., а изкуственото овлажняване – на напояване от реки, езера, канали и кладенци. Размерите на оазисите варират от десетки хектара до десетки хиляди km² (например долината на река Нил в Африка, долното течение на река Амударя, Ферганската долина в Средна Азия). Оазисите се явяват удобни участъци за съсредоточаване на население в пустините и места за производство на продоволствени и ценни техниччески култури, особено памук. Оазиси се наричат и тези участъци в Антарктида свободни от лед.
Местонахождението на оазисите е от критично значение за търговията и транспортните пътища в пустинните райони. Керваните се налага да пътуват през оазисите, за да попълват запасите си от храна и вода. Затова политическия и военен контрол над някой оазис често означава контрол над търговията по търговския път.
Думата оазис идва от гръцката дума ὄασις oasis, директна заемка от египетското wḥ3t или демотическото wḥỉ. Думата не е заета от коптската дума ouaḥe (*/waħe/), както често се предполага; гръцката дума е заета няколко века преди коптският език да е съществувал в писмена форма.